# Cantón de Le Faou
El cantón de Le Faou era una división administrativa francesa, que estaba situada en el departamento de Finisterre y la región de Bretaña.

## Composición
El cantón estaba formado por cuatro comunas:
- Le Faou
- Lopérec
- Pont-de-Buis-lès-Quimerch
- Rosnoën

## Supresión del cantón de Le Faou
En aplicación del Decreto n.º 2014-151 de 13 de febrero de 2014, el cantón de Le Faou fue suprimido el 22 de marzo de 2015 y sus 4 comunas pasaron a formar parte; tres del nuevo cantón de Pont-de-Buis-lés-Quimerch y una del nuevo cantón de Carhaix-Plouguer.